# Rekviem

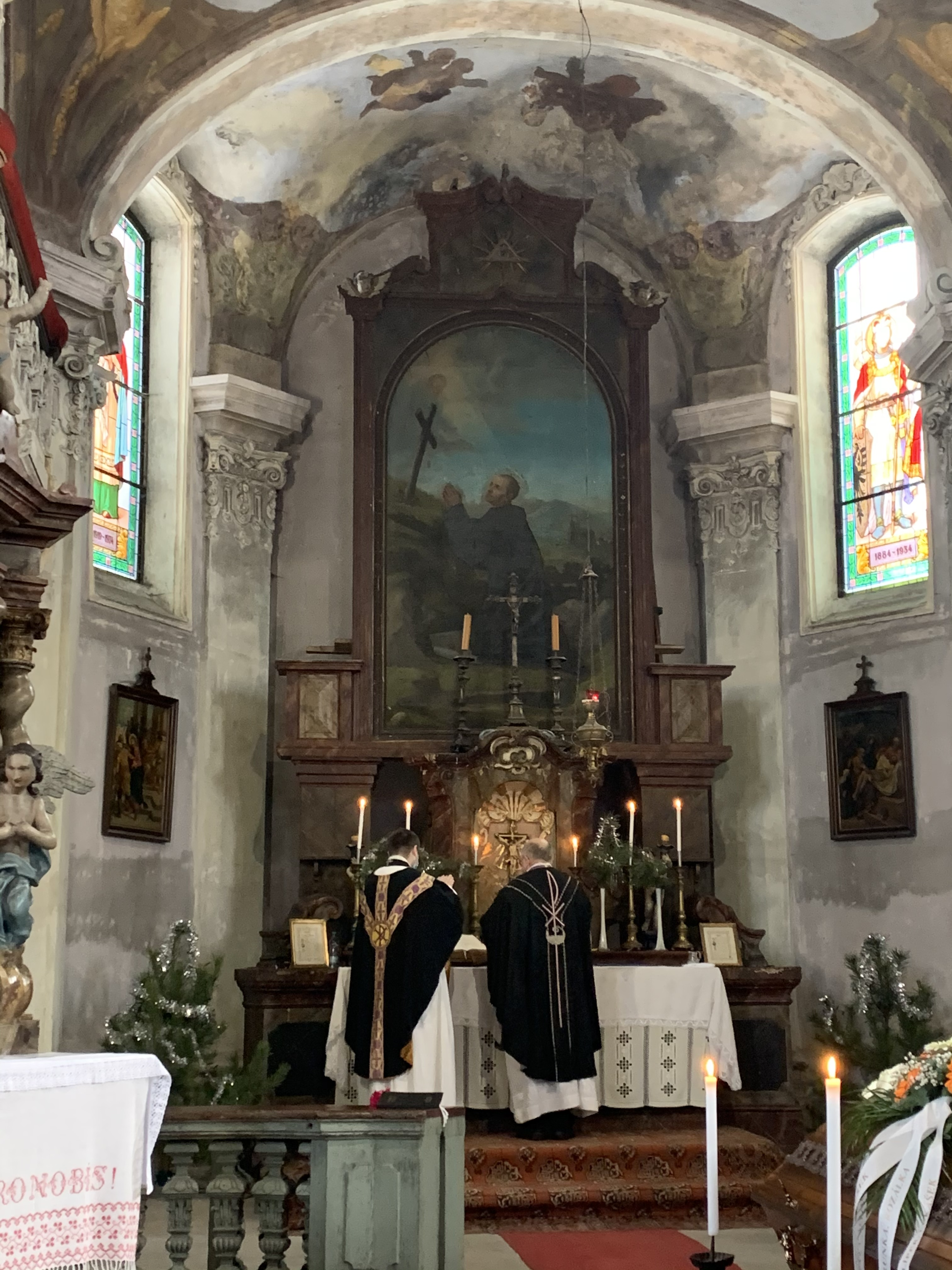
Kanovník K. Havelka celebruje rekviem v kostele sv. Havla v Liběchově (forma ordinaria, ad orientem)

Rekviem (lat.: Missa pro defunctis, Missa defunctorum, též Requiem), česky zádušní mše nebo mše za zemřelé, je v katolické liturgii mše sloužená jako součást pohřebních obřadů či při příležitosti zvláštní vzpomínky na zemřelého.
Tématem mše za zemřelé je modlitba za spásu duše zemřelého. Text mše nebyl zpočátku jednotný a v různých zemích Evropy se lišil. Sjednocení přinesl až tridentský koncil, který zasedal v letech 1545 až 1563. Další změny nastaly po druhém vatikánském koncilu. Název rekviem pochází od prvních slov latinského textu: Requiem aeternam dona eis, Domine.
Jako rekviem se rovněž označují zhudebnění pohřebních mešních textů. Podobně jako jiné mše bývají uváděny i jako koncertní díla (mimo mši), některá jsou vzhledem k dramatičnosti a všeobecné platnosti textu komponována čistě jen pro koncertní provedení, aniž by se počítalo s jejich uvedením při zádušní mši. Vedle liturgických textů mohou být doplněna dalšími texty, a to i nenáboženskými (např. Válečné requiem Benjamina Brittena).

## Text rekviem

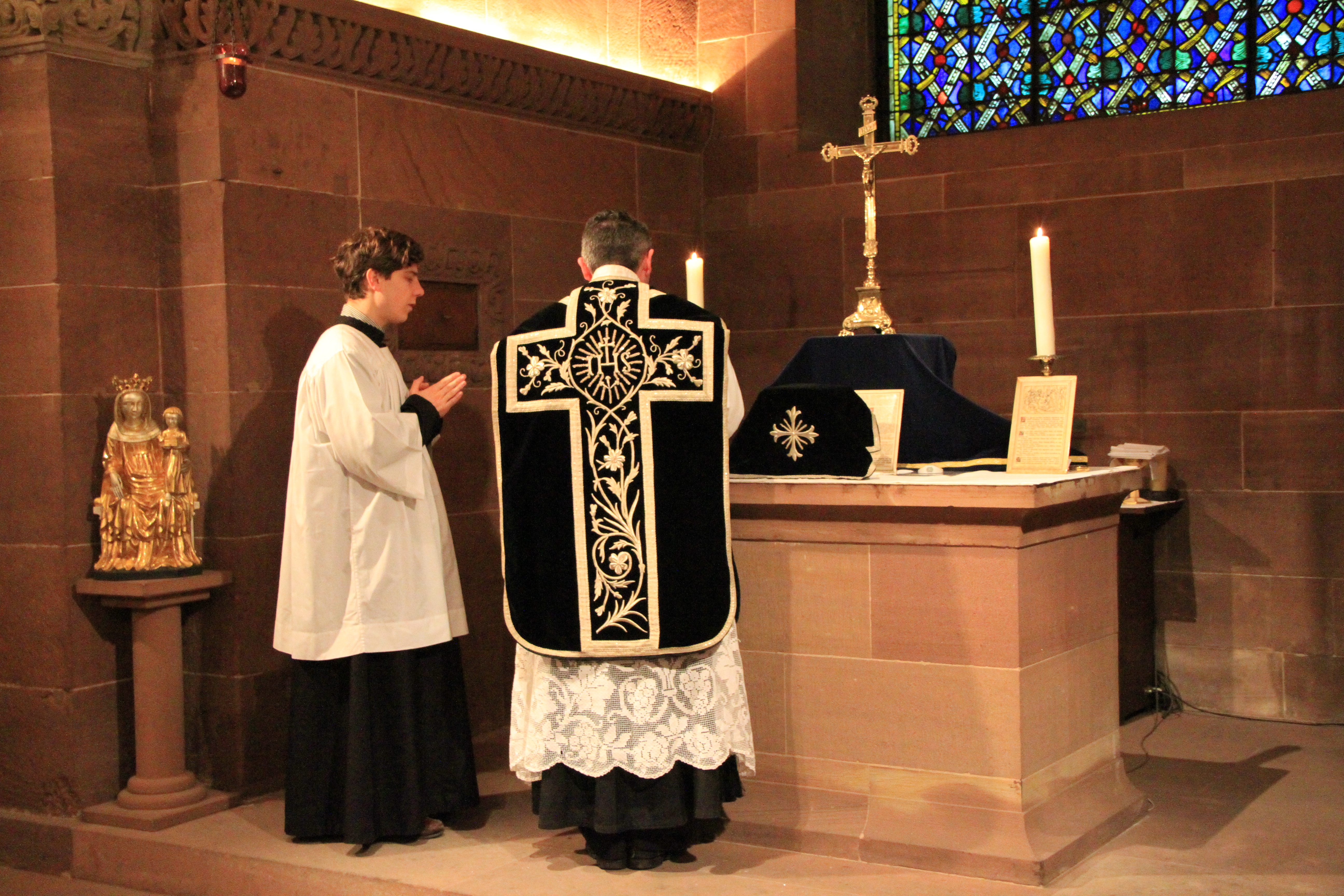
Rekviem v kryptě katedrály Notre Dame ve Štrasburku (forma extraordinaria)

Liturgický text rekviem je zde uveden ve znění stanoveném tridentským koncilem, užívané při mši svaté v mimořádné formě (forma extraordinaria), jež se nejčastěji objevuje ve zhudebněních. Znění upravené druhým vatikánským koncilem užívané během mše řádné formy (forma ordinaria) se liší především tím, že chybí sekvence Dies irae. Uvedené jsou zde pouze texty specifické pro rekviem a obvykle zhudebňované; další součásti mše za zemřelé se shodují s běžnou mešní liturgií všedního dne během postního období.
| Requiem aeternam                                       |                                                          |
| Requiem aeternam dona eis, Domine                      | Odpočinutí věčné dejž jim, Pane,                         |
| Et lux perpetua luceat eis                             | A světlo věčné ať jim svítí,                             |
| Te decet hymnus, Deus, in Sion                         | tobě přísluší chvála, ó Bože, na Sionu                   |
| Et tibi reddetur votum in Jerusalem                    | A Tobě se splní slib v Jerusalémě                        |
| Exaudi orationem meam                                  | Vyslyš modlitbu mou                                      |
| Ad te omnis caro veniet                                | K Tobě všeliké tělo přichází                             |
|                                                        |                                                          |
| Kyrie eleison                                          |                                                          |
| Kyrie, eleison                                         | Pane, smiluj se                                          |
| Christe, eleison                                       | Kriste, smiluj se,                                       |
| Kyrie, eleison                                         | Pane, smiluj se                                          |
|                                                        |                                                          |
| Dies irae (vypuštěno po druhém vatikánském koncilu)    |                                                          |
| Dies irae, dies illa                                   | Onen den, den hněvu                                      |
| Solvet saeclum in favilla                              | Lkavý zruší čas, dým vzejde tmavý,                       |
| Teste David cum Sybilla… (pro celý text viz Dies irae) | David, Sibylla tak praví…                                |
|                                                        |                                                          |
| Offertorium                                            |                                                          |
| Domine Iesu Christe, Rex gloriae                       | Pane Ježíši Kriste, Králi slávy,                         |
| Libera animas omnium fidelium defunctorum              | Vysvoboď duše všech věřících zemřelých                   |
| De poenis inferni et de profundo lacu                  | Od útrap pekla a od hluboké propasti,                    |
|                                                        |                                                          |
| Libera eas de ore leonis                               | Vysvoboď je z tlamy lví,                                 |
| Ne absorbeat eas tartarus                              | Aby jich nepohltila pekelná hlubina,                     |
| Ne cadant in obscurum                                  | Aby neupadly do temnosti,                                |
|                                                        |                                                          |
| Sed signifer sanctus Michael                           | Nýbrž ať korouhevník, svatý Michael,                     |
| Repraesentet eas in lucem sanctam                      | Uvede je do svatého světla,                              |
| Quam olim Abrahae promisisti                           | Které jsi kdysi přislíbil Abrahámovi,                    |
| Et semini eius.                                        | A semeni jeho.                                           |
|                                                        |                                                          |
| Hostias                                                |                                                          |
| Hostias et preces tibi, Domine, laudis offerimus       | Na oběti, prosíme, Pane,                                 |
| Tu suscipe pro animabus illis                          | Které ti za duše služebníků a služebnic tvých přinášíme, |
| Quarum hodie memoriam facimus                          | Milostivě pohlédni a dej těm,                            |
| Fac eas, Domine, de morte transire ad vitam            | Které jsi obdařil zásluhou víry,                         |
| Quam olim Abrahae promisisti                           | I její odplatu,                                          |
| Et semini eius                                         | Skrze Pána našeho, Ježíše Krista.                        |
|                                                        |                                                          |
| Sanctus                                                |                                                          |
| Sanctus, Sanctus, Sanctus Dominus Deus Sabaoth         | Svatý, Svatý, Svatý Pán, Bůh zástupů,                    |
| Pleni sunt caeli et terra gloria tua                   | Nebe i země plné jsou tvé slávy                          |
| Hosanna in excelsis                                    | Hosana na výsostech.                                     |
|                                                        |                                                          |
| Benedictus                                             |                                                          |
| Benedictus qui venit in nomine Domini                  | Požehnaný, jenž přichází ve jménu Páně,                  |
| Hosanna in excelsis                                    | Hosana na výsostech.                                     |
|                                                        |                                                          |
| Agnus Dei                                              |                                                          |
| Agnus Dei, qui tollis peccata mundi:                   | Beránku Boží, který snímáš hříchy světa,                 |
| Dona eis requiem                                       | dej jim odpočinutí,                                      |
| Agnus Dei, qui tollis peccata mundi:                   | Beránku Boží, který snímáš hříchy světa,                 |
| Dona eis requiem                                       | dej jim odpočinutí,                                      |
| Agnus Dei, qui tollis peccata mundi:                   | Beránku Boží, který snímáš hříchy světa,                 |
| Dona eis requiem sempiternam                           | dej jim odpočinutí věčné                                 |
|                                                        |                                                          |
| Communio                                               |                                                          |
| Lux aeterna luceat eis, Domine                         | Světlo věčné ať jim svítí, Pane                          |
| Cum sanctis tuis in aeternum                           | Se svatými tvými na věky,                                |
| Quia pius es.                                          | neboť dobrotivý jsi                                      |
|                                                        |                                                          |
| Requiem aeternam dona eis, Domine                      | Odpočinutí věčné dej jim, Pane,                          |
| Et lux perpetua luceat eis                             | A světlo věčné ať jim svítí,                             |
| Cum sanctis tuis in aeternum                           | Se svatými tvými na věky,                                |
| Quia pius es.                                          | Neboť dobrotivý jsi.                                     |

## Rekviem v hudbě

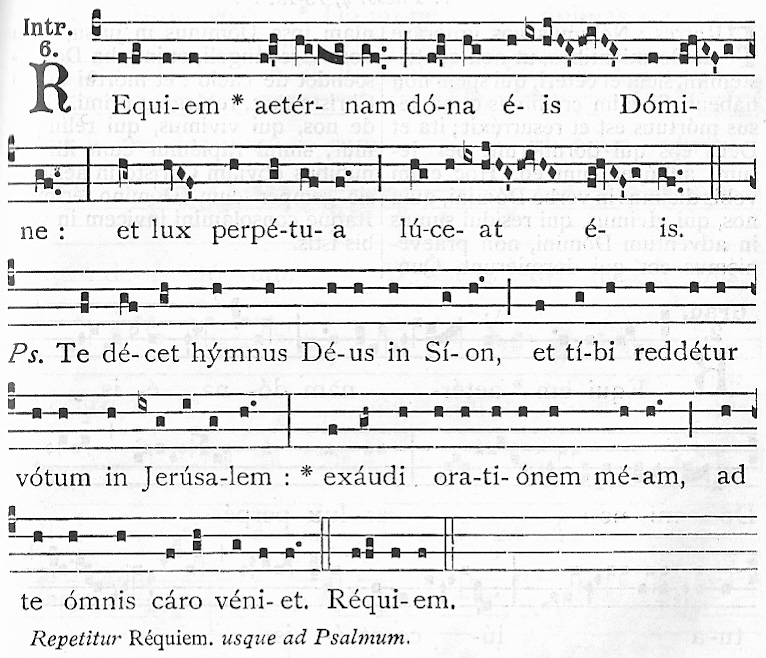
Melodie Requiem aeternam podle usuálu

Po řadu století byl text rekviem zpíván výhradně ve formě gregoriánského chorálu. První dochovanou polyfonní skladbu na toto téma zkomponoval Johannes Ockeghem koncem 15. století. Nicméně závažnost textu i úcta k zemřelým nedovolovala skladatelům při komponování rekviem užívat kompoziční či instrumentační výstřelky. Např. po celé 16. století skladatelé při komponování užívali techniky cantus firmus, která už v té době působila archaicky.
Odhaduje se, že do dnešních dnů přibližně 2000 skladatelů zkomponovalo více než 3000 skladeb tohoto typu. Velmi podrobný přehled skladeb lze nalézt na requiemsurvey.org.
Skladatelé, zejména od dob romantismu, se vždy nedrží přesně liturgického textu. Některé části bývají vypouštěny a během provádění při obřadu v chrámu jsou pak doplňovány klasickým gregoriánským zpěvem. Některé původně delší sekvence (např. Dies irae) bývají často děleny na jednotlivá hudební čísla. Naopak, někteří skladatelé si text upravili, aby vyhovoval jejich hudebním myšlenkám a formě (např. Hector Berlioz ve svém Rekviem op. 5 neboli Grande Messe des morts), jiní do tradičního textu vložili doplňující části, jak učinil i Antonín Dvořák ve svém Rekviem b-moll, op. 89, když použil moteta Pie Jesu. Často je rovněž vkládána modlitba Libera me.
Forma rekviem zaujala i nekatolické skladatele či skladatele, kteří chtěli zkomponovat skladbu k uctění zemřelých na jiný než liturgický text. Tak již v 17. století vznikla např. díla Heinricha Schütze či Michaela Praetoria, která jsou luteránskou obdobou mše za zemřelé. Obdobným dílem je i Německé rekviem op. 45 (Ein deutsches Requiem) Johanna Brahmse na text úryvků z bible Martina Luthera.

## Nejznámější rekviem
Mnoho významných skladatelů ve své tvorbě zahrnuje zhudebnění (latinského či jiného) textu mše za zemřelé. Mezi nejvýznamnějšími jmenujme alespoň několik:
- Johannes Ockeghem – nejstarší dochovaná polyfonní skladba z poloviny 15. století
- Jan Dismas Zelenka – Requiem d-moll, ZWV 48 (c. 1730)
- Wolfgang Amadeus Mozart – nedokončené Requiem in d-moll, KV. 626 (1791, dokončeno F. X. Süßmayrem 1792).
- Luigi Cherubini – Requiem c-moll (1816)
- Hector Berlioz – Rekviem neboli Grande Messe des morts, Op. 5 (1837)
- Johannes Brahms – Německé rekviem, Op. 45 (1865–1868), komponované na úryvky z Lutherovy bible
- Giuseppe Verdi – Rekviem neboli Messa da Requiem (1874)
- Gabriel Fauré – Requiem d-moll (1887–1890)
- Antonín Dvořák – Rekviem, Op. 89 (1890)
- Benjamin Britten – Válečné rekviem, Op. 66 (1961–1962), doplněné básní Wilfreda Owena
- György Ligeti – Requiem (1963–65)
- Alfred Schnittke – Requiem (1974–75)
- Krzysztof Penderecki – Polskie Requiem (1980–84, 1993, 2005)
- John Tavener – Requiem (2008)

a mnoho dalších.